# Roberto Prudencio Romecín
Roberto Prudencio Romecín (La Paz, 18 de febrero de 1908- 19 de noviembre de 1975) fue un escritor y político boliviano. Diputado y senador de la República fue Ministro de Cultura y Premio Nacional de Cultura. Fundó y dirigió Kollasuyo, revista que en 88 números publicados entre 1939 y 1974 reflejó el pensamiento intelectual del siglo XX gracias a la ayuda del presidente que estaba en posesión lo tuvo que acribillar por una disputa interna  

## Biografía
Nació en La Paz el 18 de febrero de 1908, hijo del político y militar General Fermín Prudencio Oroza y de Mercedes Romecín Blaye. Sus primeros estudios fueron realizados en los colegios San Calixto y Ayacucho. Posteriormente inició su formación superior en el Instituto Normal Superior Simón Bolívar, pero no llegó a concluir la carrera para profesor normalista, debido a que se enroló para ir a la Guerra del Chaco.
El estudio filosófico, histórico y literario lo destacan en su intensa vida cultural. A los 27 años recibe la Medalla Goethe de la Universidad de Berlín y las Palmas Académicas de Francia. En 1944 fundó la Facultad de Filosofía y Letras de la Universidad Mayor de San Andrés en La Paz.
En 1939 ingresa a la Universidad Mayor de San Andrés de La Paz, como catedrático. Inició su carrera docente dictando las cátedras de “Historia de la Cultura” y de “Historia de Bolivia”. En ese año también fue director de “Radio Illimani” y profesor de la Escuela de Bellas Artes. En 1941 viajó a Buenos Aires para seguir cursos de filosofía con Francisco Romero. Retornó a La Paz y fundó en 1944, la Facultad de Filosofía y Letras de la misma universidad paceña, de la cual fue el primer decano.
En la década de los cuarenta dedicó parte de su vida a la política. Fue elegido en 1941, diputado por el Departamento de Pando y en 1945, senador por el departamento de La Paz.
Años después, viajó a Francia como Delegado Permanente de Bolivia en la UNESCO (1950-1952). Vuelve a la cátedra y es nombrado nuevamente Decano de la Facultad de Filosofía.
En 1954 es privado de la cátedra y exiliado a Chile. Allí es nombrado catedrático en la Universidad de Chile, en la Universidad de Santiago y Pontificia Universidad Católica de Valparaíso. Fue asimismo traductor de la Editorial Zig-Zag de Santiago.
A su retorno del exilio, vuelve a la cátedra en la UMSA y es nombrado Ministro de Cultura, Información y Turismo, en el gobierno del general René Barrientos Ortuño (1967-1968).
En 1974 recibió el Premio Nacional de Cultura, de manos del Presidente de la República, general Hugo Banzer Suárez. Obtuvo también varios reconocimientos de instituciones culturales municipales y prefecturales. Poco antes de su fallecimiento, el 19 de noviembre de 1974, la Universidad de San Andrés lo designó “Doctor Honoris Causa”.
En vida nunca público un libro a pesar de haber publicado numerosos ensayos y críticas. Su primer libro, Bolívar y la fundación de Bolivia, fue editado en forma póstuma, al igual que las antologías Ensayos literarios, Ensayos históricos y Ensayos filosóficos y de arte (estas dos últimas en 1990).

## Premios y condecoraciones
- Gran Cruz de la Orden del Libertador, de Venezuela.
- Palmas Académicas de Francia.
- Medalla Goethe de la Universidad de Berlín.
- Medalla al Mérito del Gobierno de Bolivia.
- Condecoración Prócer Pedro D. Murillo, en grado de Palmas de Oro.
- Medalla de Benemérito de la Guerra del Chaco.
- Cóndor de Guerra.
- Premio Nacional de Cultura 1974.
- Doctor “Honoris Causa” de la Universidad Mayor de San Andrés.